# Ердинг
Ердинг (њем. Erding) град је у њемачкој савезној држави Баварска. Једно је од 26 општинских средишта округа Ердинг. Према процјени из 2010. у граду је живјело 34.020 становника. Посједује регионалну шифру (AGS) 9177117.

## Географски и демографски подаци
Ердинг се налази у савезној држави Баварска у округу Ердинг. Град се налази на надморској висини од 463 метра. Површина општине износи 54,6 km². У самом граду је, према процјени из 2010. године, живјело 34.020 становника. Просјечна густина становништва износи 623 становника/km².

## Међународна сарадња
| Мјесто | Држава    | Врста сарадње | Од    |
| ------ | --------- | ------------- | ----- |
|        | Француска | партнерство   | 1988. |
| Извор  |           |               |       |